# Zolotîi Potik
Zolotîi Potik (în ucraineană Золотий Потік) este o așezare de tip urban din raionul Buceaci, regiunea Ternopil, Ucraina. În afara localității principale, mai cuprinde și satul Rublîn.

## Demografie
Componența lingvistică a așezării de tip urban Zolotîi Potik
     Ucraineană (99,54%)
     Alte limbi (0,46%)
Conform recensământului din 2001, majoritatea populației așezării de tip urban Zolotîi Potik era vorbitoare de ucraineană (99,54%), existând în minoritate și vorbitori de alte limbi.